# Список об'єктів, названих на честь Жозефа Фур'є
Наступне було названо на честь Жана Батиста Жозефа Фур'є (фр. Jean Baptiste Joseph Fourier; 1768—1830) — французького математика і фізика:
- Ряд Фур'є
- Закон Фур'є
- Число Фур'є
- Перетворення Фур'є
- Швидке перетворення Фур'є
- Віконне перетворення Фур'є
- Дискретне перетворення Фур'є
- Фур'є-оптика
- Університет Жозефа Фур'є[en]
- 10101 Фур'є — астероїд головного поясу